# Pälsvingad brunfladdermus
Pälsvingad brunfladdermus, tidigare även jättefladdermus (Nyctalus lasiopterus), är en fladdermusart i familjen Vespertilionidae (läderlappar).

## Utseende
Den är Europas största fladdermus (förutom halsbandsflyghunden) med en kroppslängd (huvud och bål) mellan 8 och 10 cm, en spännvidd på 41–46 cm och vikt upp till 76 g. Pälsen är enfärgat rödbrun likt stor fladdermus, men öronen är rundare och bredare än hos denna. I Afrika når individerna en absolut längd av 14 till 15 cm, inklusive en 5 till 6 cm lång svans. De har cirka 1,5 cm långa bakfötter och ungefär 2 cm stora öron.
Typiskt är även den broskiga fliken i örat (tragus) som liknar en liten champinjon i utseende.

## Beteende
Den söker näring i löv- och blandskog samt, speciellt under flyttning, i skogklädda floddalar. Den är starkt beroende av gammal, uppväxt skog, eftersom den har sitt dagviste främst i ihåliga träd, och i mindre grad i byggnader. Vinterdvalan tillbringar den på samma ställen, men kan även bruka klippskrevor. Den kan gå upp i bergen, i Schweiz upp till 1 900 m. Litet är känt om dess vanor i övrigt, men i nordöstra delen av sitt utbredningsområde skall den företa flyttningar.
Upp till 80 honor bildar före ungarnas födelse egna kolonier som är skilda från hannarna. Under maj eller juni föds en eller två ungar per kull. Lätet som används för ekolokaliseringen har en varierande frekvens. Vid 17 till 19 kHz når lätet sin högsta energi.

### Föda
Pälsvingad brunfladdermus lever främst på insekter, men har även rapporterats fånga flyttande småfåglar (små tättingar). Den är en av mycket få fladdermöss som har rapporterats äta fåglar. I samband med flyttfågelsträcken utgör dessa majoriteten av dess diet. 

## Utbredning
Pälsvingad brunfladdermus har en spridd men mycket gles utbredning som sträcker sig från Iberiska halvön till Balkan och sparsamt i Nordafrika med 2 fynd i nordvästra Marocko, 5 fynd i Libyen och ett troligt, gammalt fynd i Algeriet. Österut går den via Mindre Asien, Kaukasus och norra Iran till Kazakstan och Uralbergen.

## Status
Skogsavverkningar är det största hotet mot beståndet. Framförallt i Ryssland och Ukraina minskade populationen avsevärd. I Spanien dödas dessutom flera exemplar som träffas av vindkraftverk. I de flesta stater där arten förekommer är den skyddad enligt lag. Pälsvingad brunfladdermus hittas i olika nationalparker och andra skyddszoner. IUCN listar hela beståndet som sårbar (VU).